# Drowning
«Drowning» (с англ. — «Утопающий») — сингл со сборника хитов группы Backstreet Boys — «The Hits: Chapter One».
Песня изначально была записана для альбома «Black & Blue» и стала последним синглом перед перерывом в карьере группы (2002—2005 гг.)

## Музыкальное видео

### Официальная версия
Режиссёром клипа стал Пол Бойд. Видео было снято в Лос-Анджелесе в августе 2001 года. В клипе ребята находятся в старом здании, отдаленно напоминающем церковь, и в окружении монументов. В видео участники группы часто сняты с применением контрового света и становятся тёмными силуэтами на фоне пейзажа.

### «Мокрая» версия
Перед выпуском официальной версии клипа была снята другая версия, производство которой было приостановлено. Эта версия была снята в августе 2001 года и заменена другой к концу месяца. Незавершенный вариант видео стал доступным публике.
В этом видео участники группы одеты в чёрную одежду, в которой они запечетлены на обложке сингла. Сцены сняты на фоне зеленого экрана, который заменен на соляную пустыню. В начале клипа ярко сияет солнце, на протяжении первого припева небо заполняют темные тучи и во втором куплете начинает лить дождь. Вода продолжает прибывать, и шторм усиливается. В конце песни большая волна ударяет участников группы.

## Список композиций
| №  | Название             | Автор(ы)                                    | Длительность |
| -- | -------------------- | ------------------------------------------- | ------------ |
| 1. | «Drowning»           | Андреас Карлссон, Линда Томпсон, Рами Якоб  | 4:25         |
| 2. | «Back To Your Heart» | Гэри Бейкер, Джейсон Блюме, Кевин Ричардсон | 4:21         |

| №  | Название                   | Длительность |
| -- | -------------------------- | ------------ |
| 1. | «Drowning» (Album Version) | 4:13         |
| 2. | «The One» (Album Version)  | 3:46         |
| 3. | «Drowning» (TV Track)      | 4:13         |
| 4. | «The One» (Instrumental)   | 3:46         |

| №  | Название                              | Длительность |
| -- | ------------------------------------- | ------------ |
| 1. | «Drowning» (Radio Edit)               | 4:13         |
| 2. | «Drowning» (Dezrock Radio Mix)        | 4:04         |
| 3. | «Drowning» (Rizzo & Harris Radio Mix) | 4:02         |
| 4. | «Drowning» (видео)                    | 4:32         |

## Хит парады
| Чарт                        | Высшая позиция | Примечание |
| --------------------------- | -------------- | ---------- |
| Австралия                   | 49             | [ 2 ]      |
| Австрия                     | 9              | [ 2 ]      |
| Бельгия (Ultratip Flanders) | 20             | [ 2 ]      |
| Бельгия (Ultratip Walonia)  | 4              | [ 2 ]      |
| Великобритания              | 4              | [ 3 ]      |
| Германия                    | 11             | [ 4 ]      |
| Голландия                   | 13             | [ 2 ]      |
| Дания                       | 4              | [ 2 ]      |
| Европа (Eurochart Hot 100)  | 12             | [ 5 ]      |
| Ирландия                    | 10             |            |
| Испания                     | 5              | [ 2 ]      |
| Италия                      | 10             | [ 2 ]      |
| Канада                      | 11             |            |
| Новая Зеландия              | 27             | [ 2 ]      |
| Норвегия                    | 5              | [ 2 ]      |
| Португалия                  | 3              | [ 6 ]      |
| Румыния                     | 9              | [ 7 ]      |
| США (Billboard Hot 100)     | 28             | [ 8 ]      |
| Финляндия                   | 10             | [ 2 ]      |
| Швейцария                   | 13             | [ 2 ]      |
| Швеция                      | 3              | [ 2 ]      |